# Círculo Instructivo del Obrero (Alhama)
El Círculo Instructivo del Obrero es una sociedad de carácter recreativo y cultural, fundada en Alhama de Murcia (Región de Murcia) en 1913.
La entidad fue fundada a iniciativa de Roque Sánchez Javaloy, destacada personalidad en diversos ámbitos sociales y culturales de la población alhameña. Su nacimiento se enmarca en el proceso que diera lugar a la fundación de numerosas asociaciones de carácter recreativo y cultural en España, nacidas y promovidas con el ánimo de mejorar las condiciones de vida de la población y elevar su nivel cultural.
Así, el Círculo nació con unos objetivos muy marcados de carácter social y cultural para sus asociados. Por un lado, procurar el acceso a la educación y la cultura a los vecinos, los cuales trabajaban en duras jornadas laborales. Por otro lado, procurar protección y asistencia a los socios más necesitados, a los enfermos y a aquellos que permanecieran desempleados durante un periodo largo de tiempo.

## Historia
El centro fijó su sede social en un edificio de la Calle Palmeras, 16 (actualmente Virgen del Rosario). En sus primeros años fue un importante foco de promoción cultural y de enseñanza para las clases trabajadoras. Allí tuvieron lugar cursos de toda índole, escuela nocturna, conferencias, veladas musicales, bailes y juegos como principales actividades formativas y lúdicas. Durante la Guerra Civil su actividad se paralizó, pero en años posteriores logró sobrevivir y reanudar su actividades.
Después de la guerra trasladó su sede social a la Av. General Mola, 11 (actualmente Juan Carlos I), donde tendría su sede social por breve tiempo, ya que en 1948 el centro se trasladó al número 19 de la misma avenida, a la casa denominada de los Hermosa, ejemplo de casa señorial rural de principios del siglo XIX y propiedad de Maria Hermosa Cerón, esposa del entonces presidente de la entidad, Ginés Díaz Bosque. Allí permaneció por espacio de tres décadas y actualmente, a pesar de que ya no acoge las dependencias de la institución, todavía recibe el nombre popular de Círculo Viejo.
Posteriormente la sociedad adquirió un solar para levantar un edificio de su propiedad, más amplio y funcional, en la Avenida de Cartagena, 19 (antes Almirante Basterreche). El inmueble fue planificado en tres plantas: un semisótano para juegos recreativos, discoteca y otros servicios; una primera planta destinada a salones de recreo, conferencias y bailes, así como terraza a la fachada principal; finalmente, una segunda planta para salones de mesa verde y otros usos. Al construirse se preveía la posibilidad de añadir hasta dos plantas más, en función de las necesidades futuras de la entidad, y acorde con el Plan General de Urbanismo Municipal de Alhama. El 7 de abril de 1979 la sociedad se mudó a su nueva sede y en la cual permanece, que a diferencia de las anteriores es de su propiedad. Entonces contaba con una masa social de 2000 socios activos y casi 3000 en total. 
El 14 de diciembre de 1981 el Círculo Instructivo del Obrero aprobó la reforma de sus estatutos, renovados para adaptarlos a la vigente Norma Constitucional. En 2013 celebró los cien años de existencia; con tal motivo fue publicado un libro conmemorativo a cargo de José Baños Serrano, cronista oficial de Alhama de Murcia.